# Qualificazioni al Campionato europeo femminile di pallacanestro 2021
Le qualificazioni al FIBA EuroBasket Women 2021 si disputano dal 14 novembre 2019 al 6 febbraio 2021.

## Sorteggio
Il sorteggio per la composizione dei nove gironi, cioè 6 da 4 squadre e 3 da 3 squadre, si è tenuto il 22 luglio 2019 a Monaco di Baviera. Le 33 squadre partecipanti sono state raggruppate in 4 fasce, in base ai risultati ottenuti nelle precedenti edizioni della competizione.
Le squadre evidenziate in grassetto si sono qualificate per la fase finale del campionato europeo.
| 1ª fascia     | 2ª fascia            | 3ª fascia   | 4ª fascia          |
| ------------- | -------------------- | ----------- | ------------------ |
| Serbia        | Montenegro           | Lituania    | Estonia            |
| Gran Bretagna | Bielorussia          | Polonia     | Bulgaria           |
| Belgio        | Turchia              | Israele     | Finlandia          |
| Svezia        | Rep. Ceca            | Romania     | Macedonia del Nord |
| Ungheria      | Ucraina              | Germania    | Albania            |
| Russia        | Grecia               | Paesi Bassi | Danimarca          |
| Italia        | Bosnia ed Erzegovina | Portogallo  |                    |
| Slovenia      | Slovacchia           | Islanda     |                    |
| Lettonia      | Croazia              | Svizzera    |                    |

## Gruppi
Le vincenti dei nove gruppi e le cinque migliori seconde si qualificano alla fase finale del campionato europeo. Per determinare le squadre piazzate, vengono scartati i risultati contro le ultime classificate nei raggruppamenti da quattro.
In seguito alla pandemia di COVID-19, le finestre di novembre 2020 e febbraio 2021 si sono disputate in sede unica per ciascun gruppo.
Legenda:
      squadra qualificata.
      squadra qualificata fra le cinque migliori seconde.

### Gruppo A

#### Classifica
| Pos. | Squadra  | Pt | G | V | P | PF  | PS  | DP   |
| ---- | -------- | -- | - | - | - | --- | --- | ---- |
| 1.   | Slovenia | 12 | 6 | 6 | 0 | 480 | 381 | +99  |
| 2.   | Grecia   | 10 | 6 | 4 | 2 | 464 | 380 | +84  |
| 3.   | Bulgaria | 8  | 6 | 2 | 4 | 409 | 411 | -2   |
| 4.   | Islanda  | 6  | 6 | 0 | 6 | 351 | 532 | -181 |

#### Incontri
| Arbitri: | Thomas Bissuel Ville Selkee Valentin Oliot |

|                    |          |                         |
| Kjartansdóttir 15  | Punti    | 25 H. Ivanova           |
| H. Sverrisdóttir 8 | Assist   | 7 Stoycheva, Kocheva    |
| Kjartansdóttir 13  | Rimbalzi | 8 Georgieva, H. Ivanova |

| Arbitri: | Oskars Lucis Carsten Straube Alexandra Stan |

|            |          |               |
| Oblak 19   | Punti    | 18 Spanou     |
| Oblak 6    | Assist   | 8 Pavlopoulou |
| Jakovina 7 | Rimbalzi | 8 Pavlopoulou |

| Arbitri: | Andrei Sharapa Ivana Radinović Natalie Galuk |

|                          |          |                     |
| Gemelos 18               | Punti    | 12 H. Sverrisdóttir |
| Pavlopoulou 9            | Assist   | 7 T. Jónsdóttir     |
| Mposgana, Chatzileonti 6 | Rimbalzi | 9 H. Sverrisdóttir  |

| Arbitri: | Mehmet Karabilecen Steve Bittner Alexandre Deman |

|              |          |            |
| Georgieva 17 | Punti    | 19 Oblak   |
| Stoycheva 6  | Assist   | 6 Barič    |
| Georgieva 10 | Rimbalzi | 9 Jakovina |

| Arbitri: | Ciprian Stoica Maxime Boubert Nir Meirson |

|                                    |          |            |
| Rún Hinriksdóttir 23               | Punti    | 23 Prezelj |
| Rún Hinriksdóttir, Sverrisdóttir 3 | Assist   | 6 Oblak    |
| Rún Hinriksdóttir 7                | Rimbalzi | 15 Lisec   |

| Arbitri: | Özlem Yalman Semen Ovinov Nikola Perlić |

|                |          |              |
| Fasoula 21     | Punti    | 15 Georgieva |
| Nikolopoulou 9 | Assist   | 8 Stoycheva  |
| Fasoula 11     | Rimbalzi | 13 Zlatanova |

| Candia 14 novembre 2020, ore 17:00 UTC+2 4ª giornata | Bulgaria | 74 – 53 referto | Islanda | Heraklion Arena Dyo Aorakia |

| Candia 14 novembre 2020, ore 20:00 UTC+2 4ª giornata | Grecia | 70 – 77 referto | Slovenia | Heraklion Arena Dyo Aorakia |

| Lubiana 4 febbraio 2021, ore 16:15 UTC+1 5ª giornata | Slovenia | 71 – 66 referto | Bulgaria | Arena Stožice |

| Lubiana 4 febbraio 2021, ore 19:15 UTC+1 5ª giornata | Islanda | 58 – 95 referto | Grecia | Arena Stožice |

| Lubiana 6 febbraio 2021, ore 17:00 UTC+1 6ª giornata | Slovenia | 96 – 59 referto | Islanda | Arena Stožice |

| Lubiana 6 febbraio 2021, ore 20:00 UTC+1 6ª giornata | Bulgaria | 55 – 73 referto | Grecia | Arena Stožice |

### Gruppo B

#### Classifica
| Pos. | Squadra    | Pt | G | V | P | PF  | PS  | DP   |
| ---- | ---------- | -- | - | - | - | --- | --- | ---- |
| 1.   | Svezia     | 7  | 4 | 3 | 1 | 302 | 215 | +87  |
| 2.   | Montenegro | 7  | 4 | 3 | 1 | 275 | 253 | +22  |
| 3.   | Israele    | 4  | 4 | 0 | 4 | 209 | 318 | -109 |

Nota:
1. 1 2  Scontro diretto: Svezia-Montenegro 135-124

### Gruppo C

#### Classifica
| Pos. | Squadra              | Pt | G | V | P | PF  | PS  | DP   |
| ---- | -------------------- | -- | - | - | - | --- | --- | ---- |
| 1.   | Russia               | 11 | 6 | 5 | 1 | 517 | 328 | +189 |
| 2.   | Bosnia ed Erzegovina | 11 | 6 | 5 | 1 | 455 | 370 | +85  |
| 3.   | Svizzera             | 8  | 6 | 2 | 4 | 348 | 471 | -123 |
| 4.   | Estonia              | 6  | 6 | 0 | 6 | 330 | 481 | -151 |

Nota:
1. 1 2  Scontro diretto: Russia-Bosnia Erzegovina 141-138

### Gruppo D

#### Classifica
| Pos. | Squadra   | Pt | G | V | P | PF  | PS  | DP  |
| ---- | --------- | -- | - | - | - | --- | --- | --- |
| 1.   | Rep. Ceca | 11 | 6 | 5 | 1 | 453 | 359 | +94 |
| 2.   | Italia    | 11 | 6 | 5 | 1 | 475 | 386 | +89 |
| 3.   | Danimarca | 7  | 6 | 1 | 5 | 400 | 495 | -95 |
| 4.   | Romania   | 7  | 6 | 1 | 5 | 389 | 477 | -88 |

Nota:
1. 1 2  Scontro diretto: Repubblica Ceca-Italia 125-121

1. 1 2  Scontro diretto: Danimarca-Romania 146-144

#### Incontri
| Timișoara 14 novembre 2019, ore 18:00 UTC+2 1ª giornata | Romania | 70 – 55 referto | Danimarca |  |

| Cagliari 14 novembre 2019, ore 20:30 UTC+1 1ª giornata | Italia | 52 – 62 referto | Rep. Ceca |  |

| Gentofte 17 novembre 2019, ore 15:30 UTC+1 2ª giornata | Danimarca | 72 – 82 referto | Italia |  |

| Praga 17 novembre 2019, ore 18:00 UTC+1 2ª giornata | Rep. Ceca | 60 – 59 referto | Romania |  |

| Riga 13 novembre 2020, ore 16:30 UTC+2 3ª giornata | Rep. Ceca | 84 – 64 referto | Danimarca |  |

| Riga 13 novembre 2020, ore 19:45 UTC+2 3ª giornata | Romania | 68 – 90 referto | Italia |  |

| Riga 15 novembre 2020, ore 16:30 UTC+2 4ª giornata | Danimarca | 91 – 74 referto | Romania |  |

| Riga 15 novembre 2020, ore 19:45 UTC+2 4ª giornata | Rep. Ceca | 63 – 69 referto | Italia |  |

| Istanbul 4 febbraio 2021, ore 15:00 UTC+3 5ª giornata | Romania | 52 – 100 referto | Rep. Ceca |  |

| Istanbul 4 febbraio 2021, ore 21:00 UTC+3 5ª giornata | Italia | 101 – 55 referto | Danimarca |  |

| Istanbul 6 febbraio 2021, ore 15:00 UTC+3 6ª giornata | Danimarca | 63 – 84 referto | Rep. Ceca |  |

| Istanbul 6 febbraio 2021, ore 21:00 UTC+3 6ª giornata | Italia | 81 – 66 referto | Romania |  |

### Gruppo E

#### Classifica
| Pos. | Squadra  | Pt | G | V | P | PF  | PS  | DP  |
| ---- | -------- | -- | - | - | - | --- | --- | --- |
| 1.   | Serbia   | 8  | 4 | 4 | 0 | 320 | 264 | +56 |
| 2.   | Turchia  | 6  | 4 | 2 | 2 | 273 | 248 | +25 |
| 3.   | Lituania | 4  | 4 | 0 | 4 | 238 | 319 | -81 |
| 4.   | Albania  | 0  | 0 | 0 | 0 | 0   | 0   | 0   |

Nota:
1. ↑  Squalificata dopo che ha rinunciato a giocare contro la Lituania e la Serbia.

### Gruppo F

#### Classifica
| Pos. | Squadra       | Pt | G | V | P | PF  | PS  | DP  |
| ---- | ------------- | -- | - | - | - | --- | --- | --- |
| 1.   | Bielorussia   | 7  | 4 | 3 | 1 | 293 | 233 | +60 |
| 2.   | Gran Bretagna | 6  | 4 | 2 | 2 | 268 | 269 | -1  |
| 3.   | Polonia       | 5  | 4 | 1 | 3 | 229 | 288 | -59 |

### Gruppo G

#### Classifica
| Pos. | Squadra    | Pt | G | V | P | PF  | PS  | DP   |
| ---- | ---------- | -- | - | - | - | --- | --- | ---- |
| 1.   | Belgio     | 12 | 6 | 6 | 0 | 465 | 351 | +114 |
| 2.   | Ucraina    | 10 | 6 | 4 | 2 | 465 | 429 | +36  |
| 3.   | Portogallo | 7  | 6 | 1 | 5 | 366 | 405 | -39  |
| 4.   | Finlandia  | 7  | 6 | 1 | 5 | 364 | 475 | -111 |

Nota:
1. 1 2  Scontro diretto: Portogallo-Finlandia 133-118

### Gruppo H

#### Classifica
| Pos. | Squadra     | Pt | G | V | P | PF  | PS  | DP  |
| ---- | ----------- | -- | - | - | - | --- | --- | --- |
| 1.   | Slovacchia  | 6  | 4 | 2 | 2 | 261 | 252 | +9  |
| 2.   | Ungheria    | 6  | 4 | 2 | 2 | 257 | 250 | +7  |
| 3.   | Paesi Bassi | 6  | 4 | 2 | 2 | 248 | 264 | -16 |

### Gruppo I

#### Classifica
| Pos. | Squadra            | Pt | G | V | P | PF  | PS  | DP  |
| ---- | ------------------ | -- | - | - | - | --- | --- | --- |
| 1.   | Croazia            | 7  | 4 | 3 | 1 | 325 | 300 | +25 |
| 2.   | Lettonia           | 6  | 4 | 2 | 2 | 293 | 282 | +11 |
| 3.   | Germania           | 5  | 4 | 1 | 3 | 282 | 318 | -36 |
| 4.   | Macedonia del Nord | 0  | 0 | 0 | 0 | 0   | 0   | 0   |

Nota:
1. ↑  Squalificata dopo che ha rinunciato a giocare nella finestra di febbraio 2021.

## Classifica delle migliori seconde
Si qualificano alla fase finale le cinque seguenti squadre:
| ordine | squadra              | punti | G | V | P | PF  | PS  | Diff. | gruppo |
| ------ | -------------------- | ----- | - | - | - | --- | --- | ----- | ------ |
| 1      | Italia               | 7     | 4 | 3 | 1 | 304 | 252 | +52   | D      |
| 2      | Montenegro           | 7     | 4 | 3 | 1 | 275 | 253 | +22   | B      |
| 3      | Bosnia ed Erzegovina | 7     | 4 | 3 | 1 | 285 | 264 | +21   | C      |
| 4      | Turchia              | 6     | 4 | 2 | 2 | 273 | 248 | +25   | E      |
| 5      | Grecia               | 6     | 4 | 2 | 2 | 280 | 268 | +12   | A      |
| 6      | Lettonia             | 6     | 4 | 2 | 2 | 293 | 282 | +11   | I      |
| 7      | Ungheria             | 6     | 4 | 2 | 2 | 257 | 250 | +7    | H      |
| 8      | Ucraina              | 6     | 4 | 2 | 2 | 290 | 288 | +2    | G      |
| 9      | Gran Bretagna        | 6     | 4 | 2 | 2 | 268 | 269 | -1    | F      |

Nota: L'ordine di classifica si basa su 1) punti conseguiti, 2) differenza punti, 3) punti segnati.